# Hilberts axiomasysteem van de euclidische meetkunde
Met de axioma's van Hilbert worden 20 (oorspronkelijk 21) door David Hilbert voorgestelde axioma's met betrekking tot ruimtelijke relaties bedoeld. Deze axioma's hebben ten grondslag gelegen aan de eigentijdse benadering van de driedimensionale euclidische meetkunde, zonder het begrip oorsprong daarbij te betrekken. De ongedefinieerde primitieven zijn: punten, lijnen en vlakken. Op basis hiervan worden drie primitieve relaties verondersteld:
- tussenligging, een ternaire relatie tussen punten;
- omvatting/insluiting, drie tweeplaatsige relaties, namelijk één tussen punten en rechte lijnen, één tussen punten en vlakken en één tussen rechte lijnen en vlakken;
- congruentie, één tussen lijnstukken en één tussen hoeken, beide weergegeven door het infix ≅.

## De axioma's
Voor de grondslag van de meetkunde verenigt Hilbert "zaken" en "betrekkingen" door twintig axioma's in vijf onderscheiden groepen:

### I. Incidentie (of samenhang)
Met de axioma's in deze groep wordt de betekenis liggen impliciet vastgelegd. Hilbert gebruikt daartoe het begrip bepalen (Duits: bestimmen) of bij elkaar horen (Duits: zusammengehören) en een aantal andere zegswijzen: "de lijn {\displaystyle g} gaat door het punt {\displaystyle P}", "{\displaystyle g} verbindt {\displaystyle P} en {\displaystyle Q}", "{\displaystyle P} ligt op {\displaystyle g}", "{\displaystyle P} is een punt van {\displaystyle g}", "op {\displaystyle g} bestaat een punt {\displaystyle P}", enz.
Moderner is in dit verband de term incident: "{\displaystyle P} is incident met {\displaystyle g}". In formule: "{\displaystyle P\mathrm {I} g}", waarin {\displaystyle \mathrm {I} } een zogeheten incidentierelatie is.
- I.1. Twee verschillende punten {\displaystyle P} en {\displaystyle Q} bepalen altijd een rechte {\displaystyle g}.
- I.2. Elk tweetal verschillende punten op een rechte bepalen deze rechte.
- I.3. Op een rechte zijn altijd ten minste twee punten; in een vlak zijn altijd ten minste drie niet op één rechte gelegen punten.
- I.4. Drie niet op dezelfde rechte gelegen punten {\displaystyle P}, {\displaystyle Q} en {\displaystyle R} bepalen altijd een vlak.
- I.5. Elk drietal punten van een vlak die niet op een en dezelfde lijn liggen, bepalen dit vlak.
- I.6. Als twee punten {\displaystyle P} en {\displaystyle Q} van een rechte g in een vlak {\displaystyle \alpha } liggen, dan ligt ieder punt van {\displaystyle g} in het vlak {\displaystyle \alpha }.
- I.7. Als twee vlakken {\displaystyle \alpha } en {\displaystyle \beta } een punt {\displaystyle P} met elkaar gemeenschappelijk hebben, dan hebben die vlakken ook een van {\displaystyle P} verschillend punt {\displaystyle Q} met elkaar gemeen.
- I.8. Er zijn ten minste vier niet in één vlak gelegen punten.

Met gebruik van alleen deze axioma's kan bijvoorbeeld worden afgeleid, 
- dat twee verschillende rechten elkaar in precies één punt snijden of elkaar niet snijden;
- dat twee vlakken elkaar in precies één rechte snijden of elkaar niet snijden;
- dat een vlak en een niet in dit vlak liggende rechte elkaar in precies één punt snijden of elkaar niet snijden;
- dat een rechte en een niet op deze rechte liggend punt een vlak bepalen;
- dat twee verschillend, elkaar snijdende lijnen een vlak bepalen.

### II. Ordening
- II.1. Als een punt {\displaystyle B} tussen de punten {\displaystyle A} en {\displaystyle C} ligt, ligt {\displaystyle B} ook tussen {\displaystyle C} en {\displaystyle A} en bestaat er een lijn die de punten {\displaystyle A}, {\displaystyle B} en {\displaystyle C} bevat.
- 'II.2. Als {\displaystyle A} en {\displaystyle C} twee punten van een rechte lijn zijn, dan bestaat er ten minste een punt {\displaystyle B} dat tussen {\displaystyle A} en {\displaystyle C} ligt en ten minste een punt D dat zo gelegen is, dat {\displaystyle C} tussen {\displaystyle A} en D ligt.
- 'II.3. Van elke drie punten die liggen op een rechte lijn, is er altijd slechts een en niet meer dan een punt, dat tussen de andere twee punten ligt.
- 'II.4. Axioma van Pasch: Zijn {\displaystyle A}, {\displaystyle B}, {\displaystyle C} drie punten die niet op dezelfde rechte lijn liggen en is {\displaystyle A} een rechte lijn die in het vlak {\displaystyle ABC} ligt en die niet door een van de drie punten {\displaystyle A}, {\displaystyle B}, {\displaystyle C} gaat. Als dan de rechte lijn {\displaystyle A} door een punt van het lijnstuk {\displaystyle AB} gaat, dan zal {\displaystyle A} ook óf door een punt op het lijnstuk {\displaystyle BC} óf door een punt op het lijnstuk {\displaystyle AC} gaan.

### III. Congruentie
- III.1. Als {\displaystyle A} en {\displaystyle B} twee punten zijn en {\displaystyle A'} is een punt op een lijn {\displaystyle a}, dan bestaat er op die lijn {\displaystyle a} een punt {\displaystyle B'} waarbij het lijnstuk {\displaystyle AB} congruent is met het lijnstuk {\displaystyle A'B'}. Notatie: {\displaystyle AB\cong A'B'}. Elk lijnstuk is congruent met zichzelf; dat wil zeggen dat altijd geldt dat {\displaystyle AB\cong AB}.
Anders verwoord: elk lijnstuk kan op ten minste één manier aan een bepaalde kant van een punt op een gegeven rechte lijn worden geplaatst.
- III.2. Als het lijnstuk {\displaystyle AB} congruent is met het lijnstuk {\displaystyle A'B'} en ook met het lijnstuk {\displaystyle A''B''}, dan is het lijnstuk {\displaystyle A'B'} congruent met het lijnstuk {\displaystyle A''B''}. Dus, als {\displaystyle AB\cong A'B'} en {\displaystyle AB\cong A''B''} is, dan is {\displaystyle A'B'\cong A''B''}.
- III.3. Als {\displaystyle AB} en {\displaystyle BC} twee lijnstukken zijn op een lijn {\displaystyle a} die behalve het punt {\displaystyle B} geen andere gemeenschappelijke punten hebben, en als bovendien {\displaystyle A'B'} en {\displaystyle B'C'} twee lijnstukken zijn van dezelfde of van een andere lijn {\displaystyle a'} met alleen het punt {\displaystyle B'} gemeenschappelijk, dan is {\displaystyle AC\cong A'C'}, als ook gegeven is dat {\displaystyle AB\cong A'B'} en {\displaystyle BC\cong B'C'}.
- III.4. Een hoek {\displaystyle \angle (h,k)} is gegeven in een vlak {\displaystyle \alpha } en een lijn {\displaystyle a'} in een vlak {\displaystyle \alpha '}. In het vlak {\displaystyle \alpha '} is ook een bepaalde kant van de rechte lijn {\displaystyle a'} gekozen (een halfvlak). Verder is {\displaystyle h'} een halfrechte waarvan de lijn {\displaystyle a'} de drager is. Dan is er in het vlak {\displaystyle \alpha '} slechts één halfrechte{\displaystyle k'} zodat {\displaystyle \angle (h,k)} of {\displaystyle \angle (k,h)} congruent is met {\displaystyle \angle (h',k')} en alle inwendige punten van {\displaystyle \angle (h',k')} aan de gekozen zijde van {\displaystyle a'} liggen. Notatie {\displaystyle \angle (h,k)\cong \angle (h',k')}. Elke hoek is congruent met zichzelf, dus is {\displaystyle \angle (h,k)\cong \angle (h,k)}.
- III.5. Als {\displaystyle \angle (h,k)} congruent is met {\displaystyle \angle (h',k')} en met {\displaystyle \angle (h'',k'')}, dan is {\displaystyle \angle (h',k')} congruent met {\displaystyle \angle (h'',k'')}. Dus, als {\displaystyle \angle (h,k)\cong \angle (h',k')} en {\displaystyle \angle (h,k)\cong \angle (h'',k'')}, dan is {\displaystyle \angle (h',k')\cong \angle (h'',k'')}.
- III.6. Als in de driehoeken {\displaystyle ABC} en {\displaystyle A'B'C'} de congruenties {\displaystyle AB\cong A'B'}, {\displaystyle AC\cong A'C'} en {\displaystyle \angle BAC\cong B'A'C'} gelden, dan geldt ook de congruentie {\displaystyle \angle ABC\cong A'B'C'}. Door verandering van de volgorde van de letters blijkt dat {\displaystyle \angle ACB\cong A'C'B'} eveneens geldt.

### IV. Evenwijdigheid
- IV. Vijfde postulaat van Euclides: Is {\displaystyle a} willekeurige lijn en {\displaystyle A} een punt dat niet op {\displaystyle a} ligt, dan is er in het door {\displaystyle a} en {\displaystyle A} bepaalde vlak hoogstens één lijn die door {\displaystyle A} gaat en {\displaystyle a} niet snijdt.

### V. Continuïteit
- V.1. Axioma van Archimedes: Bij gegeven lijnstukken {\displaystyle AB} en {\displaystyle CD} bestaat er op de halfrechte met {\displaystyle A} als beginpunt die door {\displaystyle B} gaat, een serie punten {\displaystyle A_{1},A_{2},\ldots ,A_{n}}, waarbij de lijnstukken {\displaystyle AA_{1},A_{1}A_{2},A_{2}A_{3}\ldots ,A_{n-1}A_{n}} congruent zijn met {\displaystyle CD}, zodanig dat het punt {\displaystyle B} tussen {\displaystyle A} en An ligt.
- V.2.  Volledigheidsaxioma: Het is onmogelijk aan een systeem bestaande uit punten, rechte lijnen en vlakken andere meetkundige objecten toe te voegen, waarbij het aldus uitgebreide systeem een nieuwe meetkunde vormt die voldoet aan alle voorgaande axioma's.
Met andere woorden, de meetkunde is een systeem dat niet kan worden uitgebreid, indien de voorgaande axioma's binnen die meetkunde geldig moeten blijven.